# فريديريك بلاكبيرن
فريديريك بلاكبيرن هو متزلج على مسار قصير كندي، ولد في 21 ديسمبر 1972 في شيكوتيمي في كندا.

## وصلات خارجية
- فريديريك بلاكبيرن على موقع ShortTrackOnLine.info (الإنجليزية)
- فريديريك بلاكبيرن على موقع اللجنة الأولمبية الدولية (الإنجليزية)
- فريديريك بلاكبيرن على موقع أوليمبيديا (الإنجليزية)
- فريديريك بلاكبيرن على موقع اللجنة الأولمبية الكندية (الإنجليزية)